# هارتشورن (اکلاهما)
هارتشورن(به انگلیسی: Hartshorne) شهری در ایالت اکلاهما کشور ایالات متحده آمریکا است که جمعیت آن در سرشماری سال ۲۰۱۰ میلادی، ۲٬۱۲۵ نفر بوده‌است.